# 高知エクスプレス号
高知エクスプレス号（こうちエクスプレスごう）は、京都市、大阪市、神戸市と徳島県阿波市、美馬市、東みよし町、高知県高知市、須崎市を結ぶ高速バスである。ここでは同一区間の夜行便「京阪神ドリーム高知号」についても記述する。
全便座席指定制のため、乗車には予約が必要。
号数は高知エクスプレス号は1号～20号（大阪発着）と51号～54号（京都発着）、京阪神ドリーム高知号は21号・22号（大阪発着）と55号・56号（京都発着）である。
バスの乗車券はチケットセンター、コンビニ（ローソン、ファミリーマートなど）、旅行会社で事前に購入する。電話・インターネットで予約ができる。

## 運行会社
- 西日本ジェイアールバス
- ジェイアール四国バス

## 停車停留所
京都駅 - 大阪駅 - 湊町バスターミナル (OCAT) - ユニバーサル・スタジオ・ジャパン - 三宮バスターミナル - 高速舞子 - 道の駅いたの - 土成BS - 脇町BS - 三好BS ‐ 高知中央インター - 高知駅 - はりまや橋 - 高知旭町三丁目 - 高知大学北口 - いのインター口 - 高岡高校通 - 須崎駅
- 京都駅発着は51号 - 56号。51号 - 54号は大阪駅・OCATに停車しない（うち52号・53号は三宮バスターミナルも停車しない）。
- ユニバーサル・スタジオ・ジャパン (USJ) には夜行便（21号・22号）のみ停車。
  - 下り21号は大阪駅→OCAT→USJの順、上り22号はOCAT→大阪駅→USJの順に停車する。
- 須崎駅発着は下り51・53号、上り4・10・18・56号。
- 土成BS、脇町BS、三好BS、道の駅いたのには、下り11・19・53号、上り52号のみ停車。
- 高速舞子には、下りは9・11・13号のみが、上りは52・22・56号を除く全便が停車する。
- 高知市内を起終点とする便は、下りははりまや橋が終点、上りは高知駅始発となる（往復とも高知駅→はりまや橋の順に停車）。

## 運行回数
- 高知エクスプレス号：1日12往復（大阪発着10往復、京都発着2往復）。
- 京阪神ドリーム高知号：1日2往復（大阪発着、京都発着各1往復）。

## 沿革
- 2002年（平成14年）12月20日 - 「高知エクスプレス大阪号」運行開始（1日2往復）。4列シート車(トイレ付)で運行。
- 2003年（平成15年）
  - 8月 - 夜行便を新設、1日6往復（昼行便5往復、夜行便1往復）。3列独立シート車に変更。
  - 12月20日 - 「高知エクスプレス神戸号」を新設[1]（昼行便4往復）[2]。
- 2004年（平成16年）
  - 3月1日 - 「高知エクスプレス京都号」を新設（昼行便1往復、夜行便1往復）[1]。
  - 7月16日 - 一部の便を須崎まで延長[3]。バス停新設（高知堺町、高知旭町（会社により旭町三丁目）、高知大学北口、須崎駅）および廃止（イオン高知SC）。
- 2005年（平成17年）
  - 3月25日 - 「高知エクスプレス神戸号」を統合。
  - 7月15日 - バス停新設（上板BS、土成BS、脇町BS、三好BS；いずれの停留所も一部便のみ停車）。
- 2006年（平成18年）
  - 3月24日 - バス停新設（高知インター南BT）。
  - 8月5日 - 一部便が特定の日に限り天理まで延長。
- 2008年（平成20年）4月22日 - バス停新設（高速舞子、高知県庁前、いのインター口）および廃止（新神戸駅、高知堺町）。京都発着便の一部（52・53・54号）を除く全便が三宮バスターミナル経由となる。
- 2009年（平成21年）7月17日 - 2往復（昼行・夜行各1往復）増便。
- 2010年（平成22年）7月1日 - 特定日の天理までの延長を廃止。
- 2011年（平成23年）10月1日 - 下り便の停車順序を高知駅→はりまや橋の順に変更。
- 2012年（平成24年）
  - 10月15日 - 上板BSの停車を廃止、区間時分を見直し。
  - 12月27日 - この日の出発便より翌2013年（平成25年）1月6日までの間、年末年始の多客期に柔軟な車両調達を行うため、日本交通 (大阪府)に西日本ジェイアールバス担当便の続行便の運行を委託[4]。
- 2015年（平成27年）10月1日 - 高岡高校通バス停新設。須崎駅発着便のうち、ジェイアール四国バス担当の下り1便、上り2便が停車。
- 2016年（平成28年）
  - 3月11日 - 高知県庁前停留所を廃止しユニバーサル・スタジオ・ジャパン停留所を新設。廉価版の「青春高知エクスプレス号」を金曜、土曜、日曜、祝日、祝前日に臨時便として運行。
  - 8月28日 - 青春高知エクスプレス号の運行を休止。
  - 12月1日 - ダイヤ改正で須崎駅発着便で高岡高校通を通過していた西日本ジェイアールバス担当便も停車開始[5]。
- 2017年（平成29年）4月1日 - 西日本ジェイアールバス担当便の一部でグランドリーム車両を導入。
- 2019年（令和元年）8月1日 - ダイヤ改正により夜行便の愛称を「京阪神ドリーム高知号」に変更[6]。
- 2020年（令和2年）7月22日 - ジェイアール四国バス担当便にスカニア・J-InterCity DDを導入[7]。
- 2021年（令和3年）
  - 3月1日 - 高知東部自動車道の開通に伴い、高知中央インターバス停新設、高知インター南バスターミナル停留所廃止[8]。
  - 4月1日 - 道の駅いたの停留所新設。一部便が停車。

## 車内設備
- スーパーハイデッカー車またはハイデッカー車
  - ジェイアール四国バス担当便の一部はダブルデッカー車で運転
- 3列独立リクライニングシート
  - 西日本ジェイアールバス担当便の一部で「新型クレイドルシート」が搭載されたグランドリーム車両で運行。
  - ジェイアール四国バスのダブルデッカー車の一階席は4列シート
- トイレ
- 紙パック茶、紙パックコーヒー（ジェイアール四国バス便のみ）
- 両社とも一部車両には座席コンセント・フリーWi-Fiあり。
- ジェイアール四国バス便の一部および西日本ジェイアールバス担当グランドリーム車両運行便には仕切りカーテンあり。